# Узнога (Бобруйский район)
Узно́га (бел. Узнога) — деревня в составе Бортниковского сельсовета Бобруйского района Могилёвской области Республики Беларусь.

## Население
- 1999 год — 76 человек
- 2010 год — 57 человек